# Čakovec
Čakovec (madžarsko Csáktornya, nemško Tschakturn) je mesto s približno 15.000 prebivalci (2021) v severnem delu Hrvaške in središče Medžimurske županije in Medžimurja kot geografske regije. V antiki oz. rimskem obdobju se je mesto imenovalo Aquama. V 13. stoletju je na tem mestu fevdalna rodbina Csák (izg. Čak) zgradila trdnjavo, ki je leta 1546 postala last Nikole Zrinskega, ki je tukaj postavil renesančni dvor(ec) - Grad Čakovec (Stari grad Zrinskih) v katerem je danes muzej Medžimurja, zato pravijo Čakovcu tudi Mesto Zrinskih. Kot adminstrativna enota ima mesto (hrv. Grad Čakovec) na površini 72,6 km² dobrih 27.000 prebivalcev (2021; 2001 še 30.000) in sicer skupaj z okoliškimi naselji oz. vasmi Ivanovec, Krištanovec, Kuršanec, Mačkovec, Mihovljan, Novo Selo na Dravi, Novo Selo Rok, Savska Ves, Slemenice, Šandorovec, Štefanec-pridružen 2013, Totovec, Žiškovec), medtem ko v samem mestu-naselju Čakovcu živi nekaj več kot 15.000 ljudi, pretežno Hrvatov, vendar tudi pripadnikov romske, madžarske, srbske in slovenske manjšine. Mestno naselje vključuje predmestja oz. dele: Jug, Martane, Putjane in Buzovec na jugu ter Globetka z industrijskim predelom na zahodu. Že od leta 1921 ima mesto ekonomsko-trgovsko šolo, od leta 1961 tudi gimnazijo (Gimnazija Josipa Slavenskog Čakovec). V Čakovcu je visoka strokovna šola ("Veleučilište") in oddelek Pedagoške fakultete zagrebške univerze (Učiteljski fakultet Sveučilišta u Zagrebu). Na jugu proti Varaždinu je bila zgrajena HE Čakovec, ki ustvarja umetno Varaždinsko jezero. Najbližje večje mesto je Varaždin južno od Drave, ki je meja med županijama.   

## Prometne povezave
Prva železniška proga je bila zgrajena v 60. letih 19. stoletja in je povezovala Budimpešto z lukama Reka in Trst. Čakovec je od leta 1889 z železnico povezan z Murskim Središčem in Lendavo. Cestna infrastruktura je dobra in vključuje tudi avtocesto, ki mejni prehod Goričan povezuje z Zagrebom, Karlovcem in Jadranskim morjem.

## Demografija
| Pregled števila prebivalcev po letih | Pregled števila prebivalcev po letih | Pregled števila prebivalcev po letih | Pregled števila prebivalcev po letih | Pregled števila prebivalcev po letih | Pregled števila prebivalcev po letih | Pregled števila prebivalcev po letih | Pregled števila prebivalcev po letih | Pregled števila prebivalcev po letih | Pregled števila prebivalcev po letih | Pregled števila prebivalcev po letih | Pregled števila prebivalcev po letih | Pregled števila prebivalcev po letih | Pregled števila prebivalcev po letih | Pregled števila prebivalcev po letih | Pregled števila prebivalcev po letih |
| ------------------------------------ | ------------------------------------ | ------------------------------------ | ------------------------------------ | ------------------------------------ | ------------------------------------ | ------------------------------------ | ------------------------------------ | ------------------------------------ | ------------------------------------ | ------------------------------------ | ------------------------------------ | ------------------------------------ | ------------------------------------ | ------------------------------------ | ------------------------------------ |
| 1857                                 | 1869                                 | 1880                                 | 1890                                 | 1900                                 | 1910                                 | 1921                                 | 1931                                 | 1948                                 | 1953                                 | 1961                                 | 1971                                 | 1981                                 | 1991                                 | 2001                                 | 2011                                 |
| 2678                                 | 3269                                 | 4178                                 | 4514                                 | 5402                                 | 5913                                 | 6377                                 | 6893                                 | 7037                                 | 7684                                 | 9643                                 | 11773                                | 14595                                | 15999                                | 15790                                | 15147                                |